# Cineuropa
Cineuropa é um festival de cinema realizado todo mês de novembro na cidade de Santiago de Compostela, capital da Galiza.

## História
A primeira edição ocorreu em 1987, e foi realizada anualmente, exceto em 1995. A edição de 2011 apresentou mais de uma centena de filmes em cinco salas diferentes da cidade: no Teatro Principal, no Salón Teatro, na sede da Fundação Nova Caixa Galicia - CSM, no Auditório da Galiza e no CGAC. Desde então foi crescendo, e na 35ª edição durante 17 dias foram exibidos 161 filmes (151 longas e 10 curtas), criados por cineastas de 43 nacionalidades.

## Seções oficiais
- Novos e novas cineastas
- Cinema europeu
- Panorama internacional
- Panorama audiovisual galego
- Docs Cineuropa

Além das seções oficiais, conta com diferentes ciclos que variam a cada ano (por exemplo, em 2018, um deles foi dedicado à censura ao longo da história do cinema ), e atividades paralelas como oficinas (obradoiros em galego) para crianças entre 8 e 18 anos, programas como Cinema en Curso (originado em Catalunha e coordenado na Galiza em 2021 por Xacio Baño, Jaione Camborda, Ángel Santos e outros, com presença em diversas autonomias da Espanha, na Alemanha, Argentina, Chile e México ), mesas de debate ou conferências.